# Bo (etnia)
La tribu Bo habitaba las islas indias de Andamán desde hace aproximadamente 65.000 años y era considerada una de las más antiguas de la tierra. Constituía una de las aproximadamente diez tribus distintas entre sí de la etnia de los grandes andamaneses.
La última semana de enero del año 2010 murió el último superviviente de los Bo, una mujer de 85 años que respondía al nombre de Boa Sr.
Con la desaparición de los Bo ya solo quedan vivos cincuenta y dos integrantes de la etnia. Cuando en 1858 los ingleses colonizaron el subcontinente indio, había más de cinco mil grandes andamaneses, que llegaron a ser conocidos por su resistencia a cualquier contacto con personas ajenas a su comunidad.
Según los antropólogos, la extinción de los Bo es consecuencia directa de su aislamiento, la modificación de su entorno y su incapacidad para integrarse o coexistir con otras comunidades. Para algunos, como la lingüista Anvita Abbi, a la irreparable pérdida cultural que supone el final de una cultura se une el drama personal de Boa, la anciana Bo que pasó los últimos años de su vida sin nadie con quien poder conversar en su lengua materna y sin una persona afín a su cultura con la que poder evocar recuerdos.
Todos los intentos de trasladar a esta población fuera de su territorio han resultado catastróficos. Ninguno de los 150 niños grandes andamaneses nacidos fuera de las islas sobrevivió más de dos años. En la actualidad, esta población subsiste gracias a los suministros de comida y agua que reciben del gobierno indio por medio de barcos militares.
La India es el país con más lenguas en peligro de desaparición de todo el mundo. En este país se hablan cerca de 1.600 idiomas (casi una cuarta parte de los que hay en todo el mundo). De ellos, 195 están a punto de desaparecer, como lo hizo Bo.